# Nhà máy điện hạt nhân Saint-Laurent
 Nhà máy điện hạt nhân Saint-Laurent  (tiếng Pháp: Centrale nucléaire de Saint-Laurent-des-Eaux) — nhà máy điện hạt nhân nằm ở trung tâm nước Pháp.
Nhà máy nằm trên bờ dòng sông Loire thuộc vùng Saint-Laurent-Nouan cách thành phố Orleans 30 km về phía tây nam, cách Nhà máy điện hạt nhân Dampierre về phía đông 70 km.
Nhà máy gồm: 2 tổ máy sử dụng lò phản ứng kiểu Uranium Naturel Graphite Gaz (UNGG) (tiếng Anh: Uranium Naturel Graphite Gaz) và 2 tổ máy sử dụng lò  Pressurized water reactor (PWR) СР2 cấu trúc Framatome công suất mỗi tổ máy sử dụng lò PWR là 965 MW, đi vào vận hành năm 1981.Nước của dòng sông Loire được sử dụng trong quá trình làm mát các thiết bị của nhà máy.
Hai tổ máy sử dụng lò UNGG lần lượt vận hành vào năm 1969 và 1971, đóng cửa vào tháng 4 năm 1990 và tháng 6 năm 1992 .

## Các sự cố

### Sự cố năm 1969
Tổ máy số 1 sử dụng lò phản ứng kiểu Uranium Naturel Graphite Gaz (UNGG) bắt đầu vận hành vào ngày 24 tháng 3 năm 1969. Sau nửa năm hoạt động tổ máy gặp sự cố nghiêm trọng – đây là một trong những sự cố nghiêm trọng nhất trong lịch sử điện hạt nhân Pháp và thế giới. Đêm ngày 17 tháng 10 năm 1969 trong quá trình tiếp nhiên liệu cho lò phản ứng, hệ thống máy móc đột ngột dừng hoạt động. Nhưng các nhân viên vận hành đã đưa ra quyết định sai lầm dẫn đến vùng phản ứng của lò bị nóng chảy. Hơn 50 kg Uranium đã bị nóng chảy nhưng chỉ thu gom được 47 kg. Theo tiêu chuẩn  International Nuclear Event Scale (INES) sự cố thuộc mức nguy hiểm cấp 4.
Ngày 16 tháng 10 năm1970 , sau quá trình khắc phục sự cố tổ máy trở lại hoạt động bình thường.

### Sự cố năm 1980
Ngày 13 tháng 3 năm 1980 lò phản ứng tại tổ máy А-2 hoạt động với công suất lớn không kiểm soát. Kết quả vùng phản ứng và 20 kg Uranium bị nóng chảy. Theo  International Nuclear Event Scale (INES). Nguyên nhân làm nóng chảy bó nhiên liệu do hệ thống máy móc, không phải lỗi của con người.
Sau sự cố 1980, mất 29 tháng để khắc phục các hậu quả, thu gom Uranium nóng chảy, Iodine phóng xạ với sự tham gia của hơn 500 chuyên gia và nhân viên.
Tổ máy tiếp tục hoạt động từ năm 1983 và đóng cửa vào năm 1992..

## Thông tin về các tổ máy
| Tổ máy          | Kiểu lò phản ứng | Công suất | Công suất | Bắt đầu xây dựng | Vận hành thử nhiệm | Kết nối với hệ thống điện | Vận hành chính thức | Đóng cửa   |
| Tổ máy          | Kiểu lò phản ứng | Thực tế   | Thiết kế  | Bắt đầu xây dựng | Vận hành thử nhiệm | Kết nối với hệ thống điện | Vận hành chính thức | Đóng cửa   |
| --------------- | ---------------- | --------- | --------- | ---------------- | ------------------ | ------------------------- | ------------------- | ---------- |
| ST. LAURENT A-1 | GCR, UNGG        | 390 MW    | 500 MW    | 01.10.1963       | 07.01.1969         | 14.03.1969                | 01.06.1969          | 18.04.1990 |
| ST. LAURENT A-2 | GCR, UNGG        | 465 MW    | 530 MW    | 01.01.1966       | 04.07.1971         | 09.08.1971                | 01.11.1971          | 27.05.1992 |
| ST. LAURENT B-1 | PWR, CP2         | 915 MW    | 956 MW    | 01.05.1976       | 04.01.1981         | 21.01.1981                | 01.08.1983          | —          |
| ST. LAURENT B-2 | PWR, CP2         | 915 MW    | 956 MW    | 01.07.1976       | 12.05.1981         | 01.06.1981                | 01.08.1983          | —          |